# Baku
Baku ([ˈbaːku], aserbaidschanisch Bakıⓘ [bɑˈcɯ] / arabisch باکی; russisch Баку́ Baku [baˈku]) ist die Hauptstadt Aserbaidschans in Vorderasien. Mit zwei Millionen Einwohnern in der Stadtprovinz ist Baku die bevölkerungsreichste und flächengrößte Stadt des Landes und des gesamten Kaukasus.
Die Stadt an der Westküste des Kaspischen Meeres ist Verkehrsknotenpunkt sowie Wirtschafts- und Kulturzentrum mit mehreren Universitäten, Hochschulen, Forschungsinstituten, Theatern und Museen. Durch die Lage innerhalb eines Erdölfördergebiets ist Baku auch der Knotenpunkt mehrerer Erdöl-Pipelines und besitzt einen bedeutenden Erdöl-Hafen am Westufer des Kaspischen Meeres, dem weltweit größten See.
Aufgrund ihrer günstigen Lage an mehreren historischen Handelswegen kann die Stadt auf eine reiche Geschichte zurückblicken: In der Altstadt, die seit 2000 den Status eines UNESCO-Welterbes hat, sind zahlreiche Paläste, Moscheen und Festungsbauten erhalten geblieben. Mitte November 2024 fand hier die 29. UN-Klimakonferenz (COP 29) statt.

## Etymologie
Die Namensherkunft des Stadtnamens ‚Baku‘ bzw. ‚aserbaidschanisch Bakı‘ ist bis heute nicht eindeutig geklärt. Er wird in mittelalterlichen Quellen als persisch Bādkūba erwähnt, woneben Bākūya / Bākūh / Bākoh steht. Nach einer verbreiteten Etymologie geht er auf die persische Bezeichnung ‚vom Winde (bād) umtost (kūbe)‘ zurück. Eine andere Etymologie leitet den Namen von persisch Bagawān ‚Stadt Gottes, Ort Gottes‘ ab, die mit dem brennenden Brunnen aus Öl und Gas verbunden ist. Ahmed Kesrevi Tabrizi identifizierte den alten Platz Ateschi-Baguan ‚Feuertempel des Gottesortes‘ mit dem alten Baku und erklärte die Bedeutung des Wortes als ‚Stadt Gottes‘ oder ‚Ort Gottes‘. Nach der Eroberung des Landes durch die Araber könnte das Wort Bagu bereits im 8. Jahrhundert, wie S. Ashurbeyli vermutet, in Baku umgewandelt worden sein.
Es gibt weitere, weniger anerkannte Herleitungsvorschläge, wie vom lakischen Wort bak ‚Felsen‘, eine aber weiter entfernt gesprochene Sprache, oder vom, allerdings sehr stark veränderten, alttürkischen Wort Bey-Kyoy ‚Hauptstadt‘.

## Geographie

### Geographische Lage
Baku liegt knapp unter dem Meeresspiegel, südlich auf der Abşeron-Halbinsel am Westufer des Kaspischen Meeres. Die Stadt ist von mehreren Süßwasserseen umgeben, darunter der Böyükşorsee, der mit zehn Quadratkilometern der zweitgrößte See des Landes ist. Im Westen und vereinzelt im Osten erhebt sich eine Hügellandschaft bis auf 200 m Höhe.

### Stadtgliederung
Baku ist in zwölf Bezirke (rayonlar; Sg. rayon) eingeteilt.
Insbesondere die Bezirke außerhalb des Zentrums umfassen auch insgesamt 59 Stadtgemeinden/städtische Siedlungen (qəsəbələr; sg. qəsəbə), die historisch nicht zur eigentlichen Stadt Baku gehören: die Bezirke Pirallahı, Sabunçu, Suraxanı, Qaradağ und Xəzər komplett, sowie die Bezirke Xətai, Nizami, Səbail und Binəqədi mit entsprechend 5 bis 67 % ihrer Bevölkerung. In der Kernstadt Baku ohne diese Stadtgemeinden leben somit 1.180.000 Menschen (entsprechend 51 %) der Gesamtbevölkerung.
Ein Teil der Siedlungen des östlichsten Bezirkes Pirallahı liegt auf natürlichen und künstlichen Inseln auf Stützen, den sogenannten Ölfelsen (Neft Daşları), teilweise 100 Kilometer vom Stadtzentrum entfernt im Kaspischen Meer. Sechs entlegene Siedlungen des südlichen Bezirkes Qaradağ existieren formal noch, sind jedoch unbewohnt (Stand: 2023).
| Bezirk    | Früherer Name 1                         | Einwohner (gerundet) | Fläche in km² (gerundet) | Bev.-Dichte pro km² | Anzahl Siedlungen | darin gelegen                                                        | Website                         |
| --------- | --------------------------------------- | -------------------- | ------------------------ | ------------------- | ----------------- | -------------------------------------------------------------------- | ------------------------------- |
| Səbail    | 26 Бакы комиссары – 26 Bakı komissarı 2 | 100.800              | 30                       | 3.360               | 2                 | İçəri Şəhər, Parlament, Fernsehturm, Flame Towers, Baku Crystal Hall | http://sabail-ih.gov.az/        |
| Yasamal   | Октјабр – Oktyabr 2                     | 191.500              | 20                       | 9.575               | –                 | Staatliche Universität, Tezepir-Moschee                              | http://yasamal-ih.gov.az/       |
| Nəsimi    | Нәсими – Nəsimi                         | 217.400              | 10                       | 21.740              | –                 | Staatliche Ölakademie                                                | http://nasimi-ih.gov.az/        |
| Nərimanov | Нәриманов – Nərimanov                   | 178.600              | 20                       | 8.930               | –                 |                                                                      | http://narimanov-ih.gov.az/     |
| Nizami    | Низами – Nizami 3                       | 182.900              | 20                       | 9.145               | 1                 | Khazar Universität, Şəfa-Stadion                                     | http://nizami-ih.gov.az/        |
| Xətai     | Шаумјан – Şaumyan 4                     | 271.000              | 30                       | 9.033               | 1                 | Museum für moderne Kunst                                             | http://khatai-ih.gov.az/        |
| Qaradağ   | Гарадағ – Qaradağ                       | 112.700              | 1.080                    | 104                 | 21                | Felsbilder von Gobustan (teilw.)                                     | http://qaradagh.gov.az/         |
| Binəqədi  | Киров – Kirov 2                         | 304.300              | 170                      | 1.790               | 6                 | Tofiq-Bəhramov-Stadion                                               | http://binegedi-ih.gov.az/      |
| Sabunçu   | Ленин – Lenin 2                         | 345.400              | 240                      | 1.439               | 10                | Burg Nardaran, Burg von Ramana                                       | http://sabunchu-ih.gov.az/      |
| Suraxanı  | Орҹоникидзе – Orconikidze 5             | 204.800              | 120                      | 1.707               | 6                 | Feuertempel                                                          | http://surakhani-ih.gov.az/     |
| Xəzər     | Әзизбәјов – Əzizbəyov 6                 | 202.500              | 370                      | 547                 | 8                 | Flughafen, Runde Burg Mərdəkan, Viereckige Burg Mərdəkan             | https://xazar-ih.gov.az/        |
| Pirallahı | – 7                                     | 18.500               | 30                       | 617                 | 4                 | Chilov, Neft Daşları                                                 | http://www.pirallahi-ih.gov.az/ |

## Klima
In Baku herrscht ein gemäßigtes Steppenklima (nach der effektiven Klimaklassifikation von Köppen und Geiger: BSk).
Im Allgemeinen ist das Klima sonnig und trocken mit gelegentlich aufkommenden orkanartigen Winden und niedrigen, unregelmäßigen Niederschlägen. Im Winter gibt es zwar häufig Nachtfrost, aber Eistage mit einer Tageshöchsttemperatur unter 0 °C und auch Schnee sind relativ selten. Die Schneedecke hält sich nur für einige Tage pro Jahr. Im Sommer – besonders in den Monaten Juli und August – sind Temperaturen über 35 °C häufig. Die trockene Luft und die Winde vom Kaspischen Meer mildern die Temperaturen. Regen ist im Sommer kaum zu erwarten.
Die Temperatur beträgt im Jahresdurchschnitt 15,1 °C, die durchschnittliche jährliche Niederschlagsmenge 210 mm.
|                       | Jan | Feb | Mär | Apr  | Mai  | Jun  | Jul  | Aug  | Sep  | Okt  | Nov  | Dez |   |      |
| Mittl. Tagesmax. (°C) | 6,6 | 6,3 | 9,8 | 16,4 | 22,1 | 27,3 | 30,6 | 29,7 | 25,6 | 19,6 | 13,5 | 9,7 | ⌀ | 18,2 |
| Mittl. Tagesmin. (°C) | 2,1 | 2,0 | 4,2 | 9,4  | 14,9 | 19,7 | 22,2 | 22,9 | 19,4 | 13,6 | 8,8  | 4,8 | ⌀ | 12,1 |
|                       |     |     |     |      |      |      |      |      |      |      |      |     |   |      |
| Niederschlag (mm)     | 21  | 20  | 21  | 18   | 18   | 8    | 2    | 6    | 15   | 25   | 30   | 26  | Σ | 210  |
|                       |     |     |     |      |      |      |      |      |      |      |      |     |   |      |
| Sonnenstunden (h/d)   | 2,9 | 3,1 | 4,0 | 6,5  | 8,3  | 9,8  | 10,1 | 9,1  | 7,4  | 4,6  | 3,1  | 3,3 | ⌀ | 6    |
|                       |     |     |     |      |      |      |      |      |      |      |      |     |   |      |
| Regentage (d)         | 6   | 6   | 5   | 4    | 3    | 2    | 1    | 2    | 2    | 6    | 6    | 6   | Σ | 49   |

| 2,1 |

| 2,0 |

| 4,2 |

| 9,4 |

| 14,9 |

| 19,7 |

| 22,2 |

| 22,9 |

| 19,4 |

| 13,6 |

| 8,8 |

| 4,8 |

| 2,1 |

| 2,0 |

| 4,2 |

| 9,4 |

| 14,9 |

| 19,7 |

| 22,2 |

| 22,9 |

| 19,4 |

| 13,6 |

| 8,8 |

| 4,8 |

## Bevölkerung

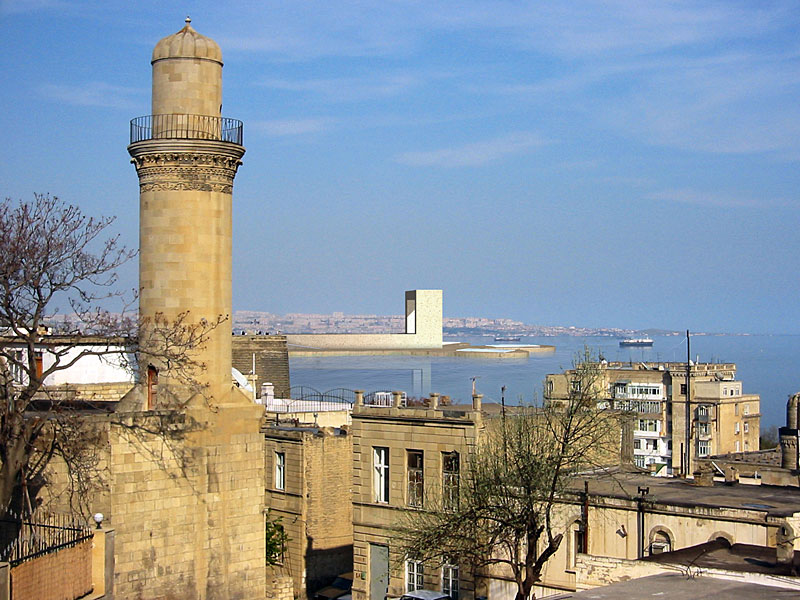
Das Minarett der Beyler-Moschee in der Bakuer Altstadt

Die Einwohnerzahl der Stadt Baku beträgt 2.300.500 (Stand: 2021). 2009 hatte sie 2.064.900 Einwohner. Die Bevölkerungsdichte lag bei 969 Einwohnern pro Quadratkilometer (Stand 2009). Für 2035 wird mit einer Bevölkerung von 2,8 Millionen Menschen gerechnet.

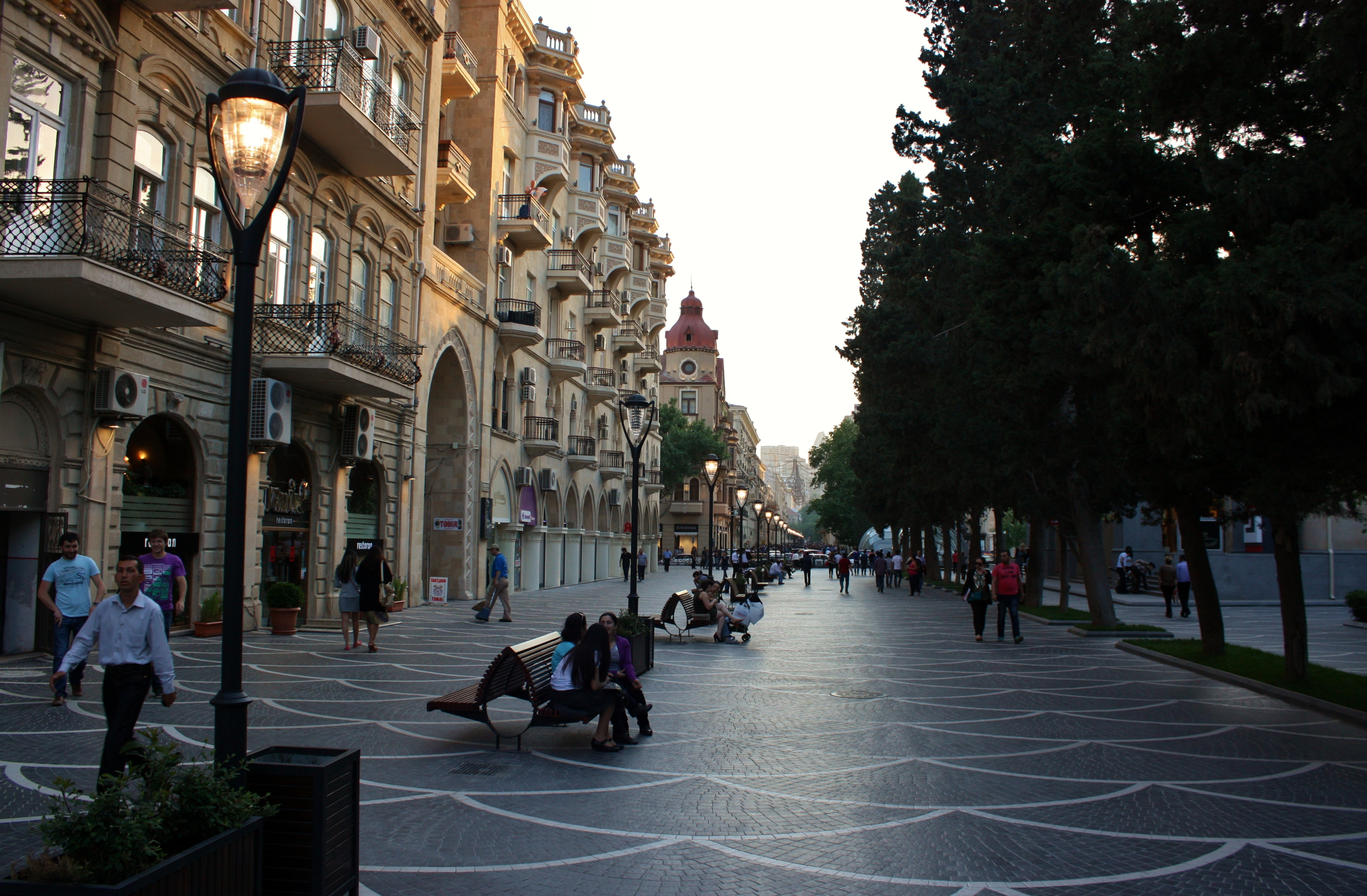
Nizami-Straße im Zentrum

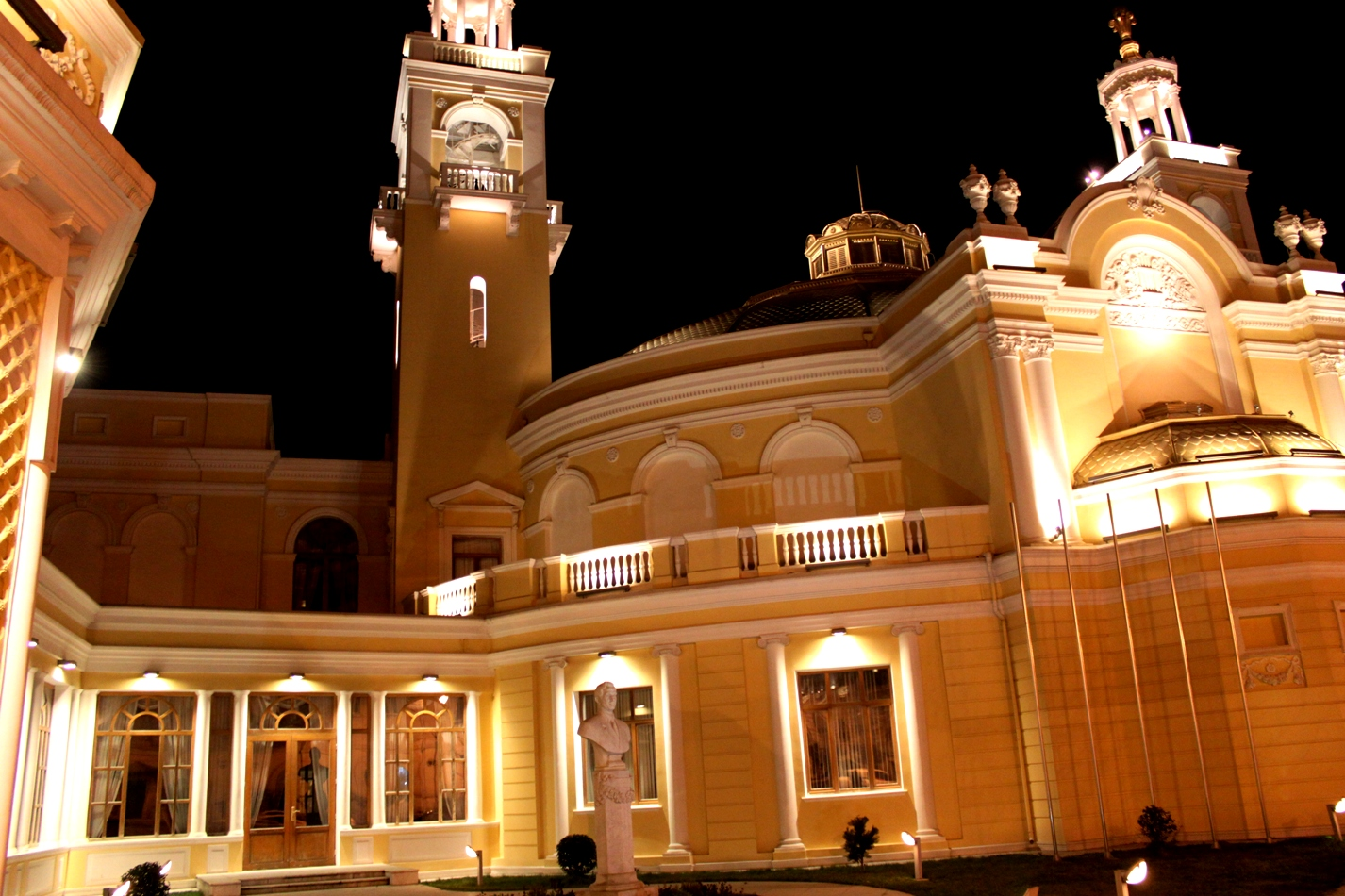
Aserbaidschanische Staatliche Philharmonie

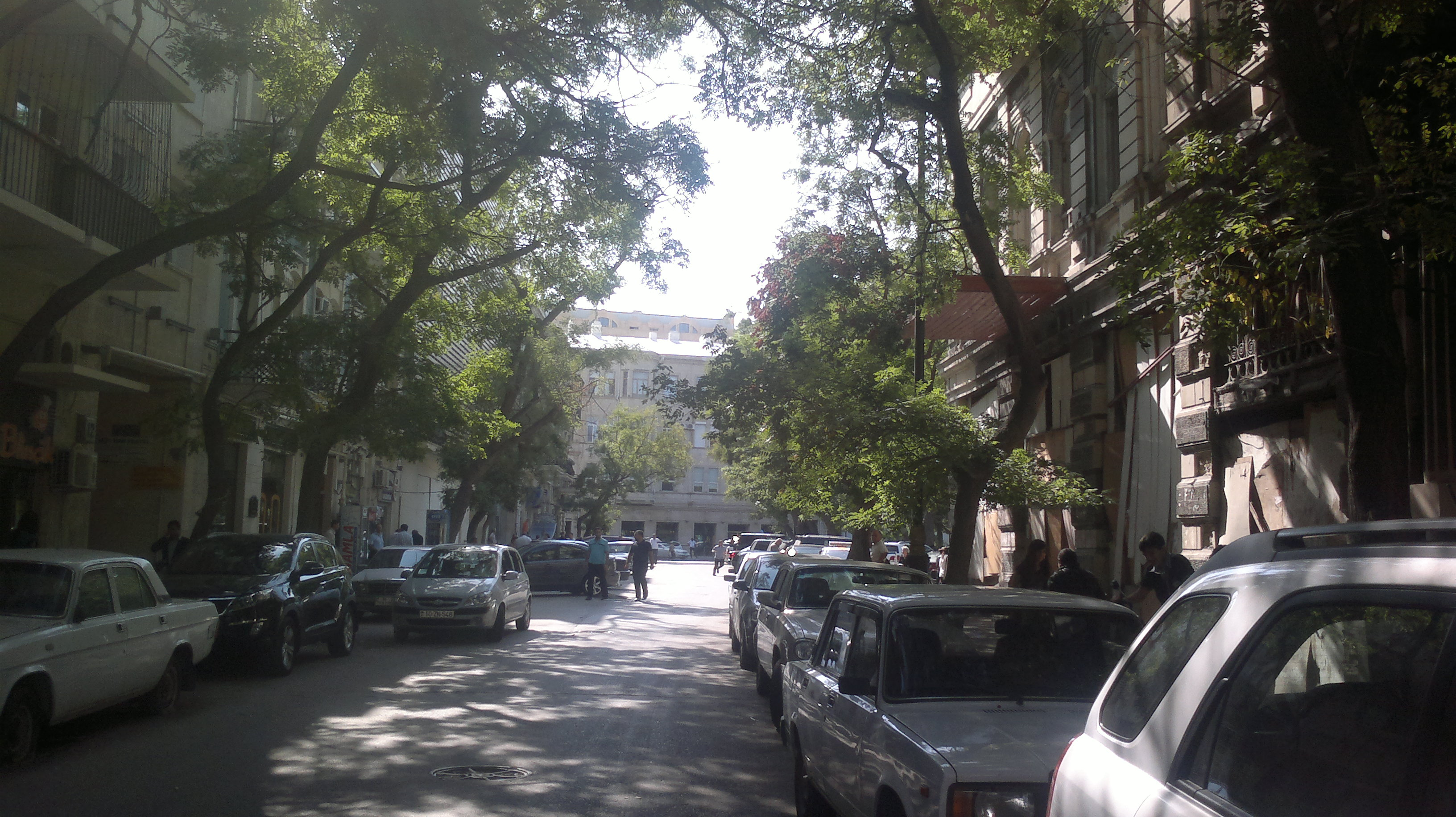
Wohnstraße in Baku

| Jahr | Aserbaidschaner | %    | Russen  | %    | Armenier | %     | Juden  | %   | Andere | %    | Gesamt    |
| ---- | --------------- | ---- | ------- | ---- | -------- | ----- | ------ | --- | ------ | ---- | --------- |
| 1886 | 37.530          | 43,3 | 21.390  | 24,7 | 24.490   | 28,30 | 391    | 0,5 | 2.810  | 3,2  | 86.611    |
| 1897 | 40.341          | 36,0 | 37.399  | 33,4 | 19.099   | 17,10 | 3.369  | 3,0 | 11.696 | 10,5 | 111.904   |
| 1926 | 118.737         | 26,2 | 167.373 | 36,9 | 76.656   | 16,90 | 19.589 | 4,3 | 70.978 | 15,7 | 453.333   |
| 1939 | 215.482         | 27,4 | 343.064 | 43,6 | 118.650  | 15,10 | 31.050 | 3,9 | 79.377 | 10,1 | 787.623   |
| 1959 | 211.372         | 32,9 | 223.242 | 34,7 | 137.111  | 21,30 | 24.057 | 3,7 | 56.725 | 8,7  | 652.507   |
| 1970 | 586.052         | 46,3 | 351.090 | 27,7 | 207.464  | 16,40 | 29.716 | 2,3 | 88.193 | 6,9  | 1.262.515 |
| 1979 | 530.556         | 52,4 | 229.873 | 22,7 | 167.226  | 16,50 | 22.916 | 2,3 | 62.865 | 6,2  | 1.013.436 |
| 1999 | 1.574.252       | 88,0 | 119.371 | 6,7  | 378      | 0,02  | 5.164  | 0,3 | 89.689 | 5,0  | 1.788.854 |
| 2009 | 1.848.107       | 90,3 | 108.525 | 5,3  | 104      | 0,00  | 6.056  | 0,6 | 83.023 | 4,1  | 2.045.815 |

## Geschichte
Archäologen datierten erste Funde einer Siedlung auf das Jahr 8000 v. Chr. Seit Jahrtausenden sprudelten in der Region von Baku natürliche Ölquellen, mit denen bereits die Zoroastrier ihre Tempel beleuchteten. Im ersten Jahrhundert erreichten die Römer mit ihren Militärexpeditionen Baku. In der Nähe der Stadt sind römische Inschriften aus der Zeit von 84 bis 96 n. Chr. erhalten.
Im 12. Jahrhundert machte ein Lokalherrscher, der Schirwanschah Ahistan I., Baku zu seiner Hauptstadt, nachdem die alte Hauptstadt Shamakha von einem Erdbeben zerstört worden war. Die Befestigungen gehen auf diese Zeit zurück. Von 1501 bis zur Eroberung durch die Osmanen 1578 wurde die Stadt von den Safawiden beherrscht. 1747 fiel die Macht an die lokalen Khane von Baku, die relativ unabhängig vom Persischen Reich waren. Durch dauernde Kriege sank die Bevölkerungszahl Bakus auf etwa 5000. 1797 fiel die Stadt nach einer erfolglosen russischen Militärexpedition zurück an das Persische Reich, wurde 1804 bis 1813 erneut russisch besetzt und fiel 1828 endgültig an Russland.

### Der Ölboom und die Folgen
Die erste mechanische Ölbohrung fand um das Jahr 1846 statt. 1873 wurden die Ölquellen in größerem Maßstab angebohrt; in diesem Jahr kam Robert Nobel nach Baku. Der ältere Bruder von Ludvig und Alfred Nobel gründete in Baku die Ölgesellschaft Nobel Brothers Petroleum Producing Company. Die Firma wurde in wenigen Jahren das führende Unternehmen auf dem Weltmarkt. Bis 1901 lieferte Baku die Hälfte des weltweit benötigten Erdöls. Die Ölkönige von Baku ließen sich neugotische und Jugendstilpaläste von westeuropäischen Architekten im Süden der Altstadt erbauen.
Durch die massenhafte Zuwanderung wuchs Bakus Bevölkerung von 1856 bis 1910 schneller als die von London, Paris oder New York. Die Boomtown war eine „Stätte der Gesetzlosigkeit, der organisierten Kriminalität, Gewalt und Xenophobie“, ein „Synonym für den gefährlichsten Ort Russlands“ (so der russische Gouverneur 1914). Die muslimischen Aserbaidschaner, die meist als Hilfsarbeiter beschäftigt waren, sahen sich als Minderheit gegenüber Russen und Armeniern, die in den Industriebezirken die Leitungspositionen innehatten, sowie Georgiern, Juden, Ukrainern und anderen Zuwanderern, die jedoch kaum Wurzeln schlugen. 1910 waren 49 Prozent der Arbeiter im Industrierayon Junggesellen; 60 Prozent der verheirateten Arbeiter lebten ohne ihre Familien. Muslimische Zuwanderer blieben ihrem Landbesitz im Heimatdorf verbunden.
Von 1898 bis 1902 war der in Aserbaidschan geborene deutsche Ingenieur Nikolaus von der Nonne Oberbürgermeister von Baku. Zur Bekräftigung der russischen Herrschaft wurde von 1888 bis 1898 die monumentale Alexander-Newski-Kathedrale erbaut, die während der Phase des militanten Atheismus unter Stalin 1935 abgerissen wurde. Aufgrund des zunehmenden armenischen Nationalismus und des beherrschenden Einflusses und Wohlstands der Armenier in der Stadtduma machte sich eine Aversion breit, die zur staatlichen Repression gegen armenische Kirchen- und Bildungseinrichtungen und zu gewaltsamen Auseinandersetzungen mit den Muslimen führte.
1904 wurde in Baku nach gewalttätigen Streiks der erste Tarifvertrag des Zarenreichs mit den Ölarbeitern abgeschlossen. Dadurch wurde u. a. der Acht-Stunden-Tag eingeführt. 1905 kam es erneut zu großen Streiks auf den Ölfeldern und zu ethnischen Auseinandersetzungen, die in ein Pogrom an den Armeniern vom 6. bis 10. Februar 1905 mündeten. Im Sommer war mehr als die Hälfte der Industrieanlagen zerstört; die Pogrome und von beiden Seiten bandenmäßig organisierten Plünderungen weiteten sich auf andere Kreise aus und mussten nach langer Untätigkeit der Verwaltung 1906 militärisch eingedämmt werden. In den Jahren nach 1907 fiel der Ölpreis, die Arbeitslosigkeit stieg.

### Erste Republik und sowjetische Zeit
Der Ölboom endete nach der russischen Revolution 1917. Wütende Arbeiter randalierten in Baku. Nach dem Sieg der Bolschewiki wurden die Ölkönige enteignet, die Nobels mussten Aserbaidschan verlassen. In den Millionärsanwesen sind heute vor allem Kunst-, Geschichts- und Literaturmuseen untergebracht. Manche befinden sich aber auch in Privatbesitz und sind auch an Ausländer vermietet. Andere haben in den Zeiten des Umsturzes 1992/93 den Besitzer gewechselt und bieten Verwandten der herrschenden Əliyev-Familie ein angenehmes Leben.

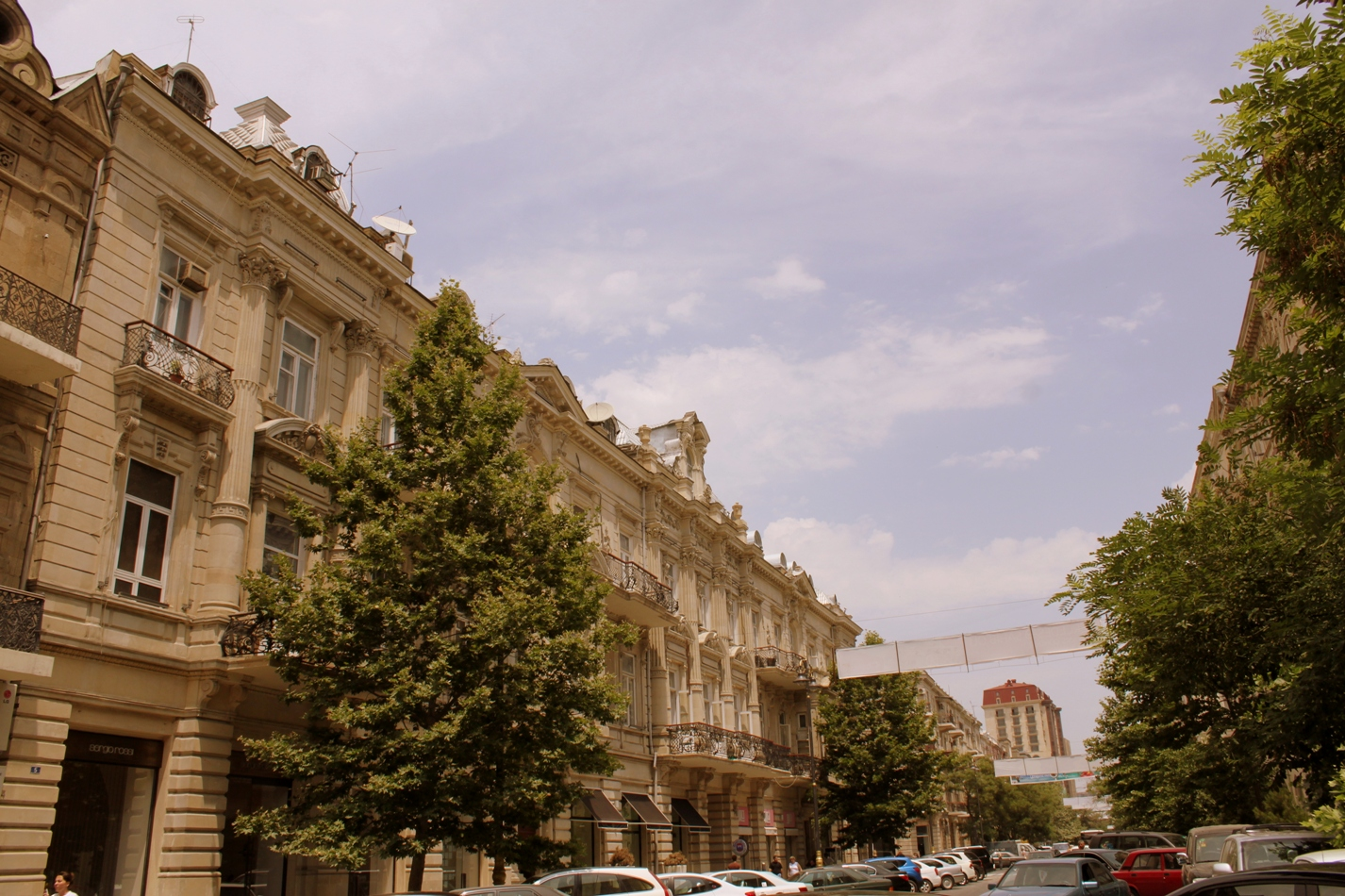
Straße des 28. Mai

Baku wurde im September 1918 zur Hauptstadt der Aserbaidschanischen Demokratischen Republik. Der Regierungssitz befand sich bis zum 28. April 1920 in Baku. Am 27. April 1920 marschierte die Rote Armee in die aserbaidschanische Hauptstadt ein und unterwarf das Land. Hauptziel Sowjetrusslands unter Lenin war auch hier, an die Erdölvorräte zu gelangen. Die nationale Regierung begab sich ins Exil, zuerst nach Polen und Deutschland, später in die Türkei. Baku wurde Hauptstadt der Aserbaidschanischen SSR. Als 1943/44 die Anzahl der Mufti-Ämter in der Sowjetunion auf vier erhöht wurde, kam eines dieser Ämter nach Baku. Im Gegensatz zu den anderen Mufti-Ämtern in Ufa, Buinaksk und Taschkent, die für die sunnitischen Muslime zuständig waren, wurde demjenigen von Baku die Zuständigkeit für die schiitischen Muslime gegeben. In den Bakuer Arbeiterzeitungen wurde jedoch der Islam in dieser Zeit entsprechend der Ideologie des wissenschaftlichen Atheismus als eine reaktionäre und rückständige Religion gebrandmarkt.
Im Jahr 1989 ereignete sich bei Baku ein Flugzeugabsturz, bei dem alle 57 Insassen ums Leben kamen.

### Seit 1991
Durch den Zerfall der Sowjetunion wurde Aserbaidschan 1991 unabhängig. Einige Monate vor der Unabhängigkeitserklärung kam es in Baku zu einem Pogrom an dort lebenden Armeniern (siehe Pogrom in Baku), das eine Fluchtwelle nationaler Minderheiten auslöste. In den frühen 1990er Jahren wurde Baku zu einem intellektuellen Zentrum des islamischen Aktivismus. 1992 wurde die historische Freitagsmoschee in der Altstadt der schiitischen Gemeinde der Stadt übergeben, die diese restaurierte. Mit der finanziellen Unterstützung der kuwaitischen Organisation Ihyāʾ at-Turāth al-Islāmī wurde 1997 im Nərimanov-Distrikt die sunnitische Abu-Bakr-Moschee errichtet. Hier befindet sich seither die größte sunnitische Gemeinde in Baku.
Im November 2000 traf ein Erdbeben mit der Stärke 6,7 auf der Richterskala die Stadt und beschädigte auch die Baudenkmäler der Altstadt. 2003 setzte deshalb das Welterbekomitee diese auf die Rote Liste des gefährdeten Welterbes. Diese Eintragung wird seitdem auch damit begründet, dass die Regierung keinen ausreichenden Plan zum Schutz der Altstadt vor unkontrollierten Bautätigkeiten vorlegen kann. Die Bauspekulation, selbst auf historisch wertvollen Grundstücken, hat sich auch der Altstadt bemächtigt, zum Beispiel mit dem Bau von hochpreisigen, oft hoch aufragenden Wohn- und Bürokomplexen.

## Kultur und Sehenswürdigkeiten

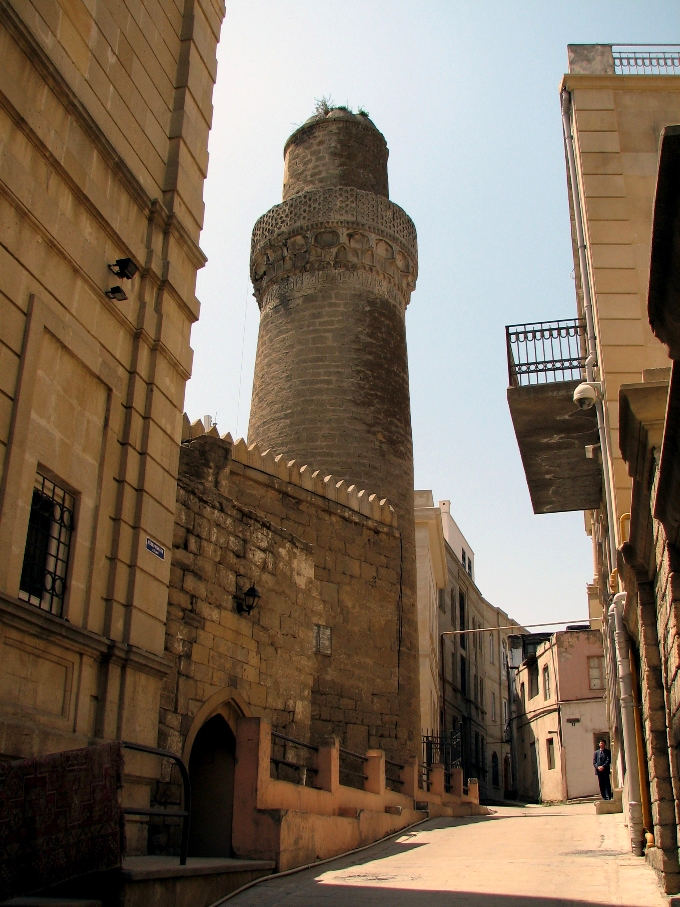
Historische Altstadt

Baku besteht architektonisch aus drei Stadtteilen:
- der Altstadt (aserbaidschanisch İçəri Şəhər),
- der Gründerzeitstadt,
- der sowjetischen Stadt.

Eine weitere bauepochale Schicht ist die postsowjetische Überbauung seit etwa 1994, die das bisher eher flache bis mittelhohe Stadtbild mit markanten Bauten, vor allem Türmen, Hochhäusern und monumentalen Landschaftsgestaltungen, z. B. Ausbau der Küstenpromenade mit riesigen öffentlichen Versammlungsstätten stark verändert hat. Dieser Vorgang ist weiter im Gange, Baku soll nach Vorstellung der herrschenden Əliyev-Familie ihre bereits herausragende Stellung in der Kaukasusregion ausbauen.
Die Altstadt liegt im Zentrum Bakus und ist gleichzeitig eine Festung. Im Jahr 2000 wurde das Viertel innerhalb der Festungsmauern zum Weltkulturerbe der UNESCO erklärt. Die meisten Mauern und Türme, die nach der russischen Eroberung 1806 verstärkt wurden, stehen seit persischer Zeit. Das Viertel mit einem Labyrinth aus engen Straßen und alten Häusern ist pittoresk. Weltberühmt sind der Palast der Khane von Schirwan, die Karawansereien, der Jungfrauenturm aus dem 11. Jahrhundert, die Bäder und die Lezgi Miski (Lesgische Moschee) ebenfalls aus dem 11. Jahrhundert. Die Altstadt hat dutzende kleiner Moscheen, oft ohne ein Zeichen, das sie von anderen Gebäuden unterscheidet. Bis zu ihrem Abriss 1992 im Zuge des Bergkarabachkonflikts gab es im Schatten des Jungfrauenturms eine armenische Kirche, die noch unter persischer Herrschaft um 1797 erbaute Kirche der Heiligen Muttergottes.
Im Reiseziel-Ranking 2018 der US-amerikanischen Nachrichtenagentur USA Today über 193 Länder nahm Baku einen der ersten Plätze ein.

### Bauwerke und Denkmäler

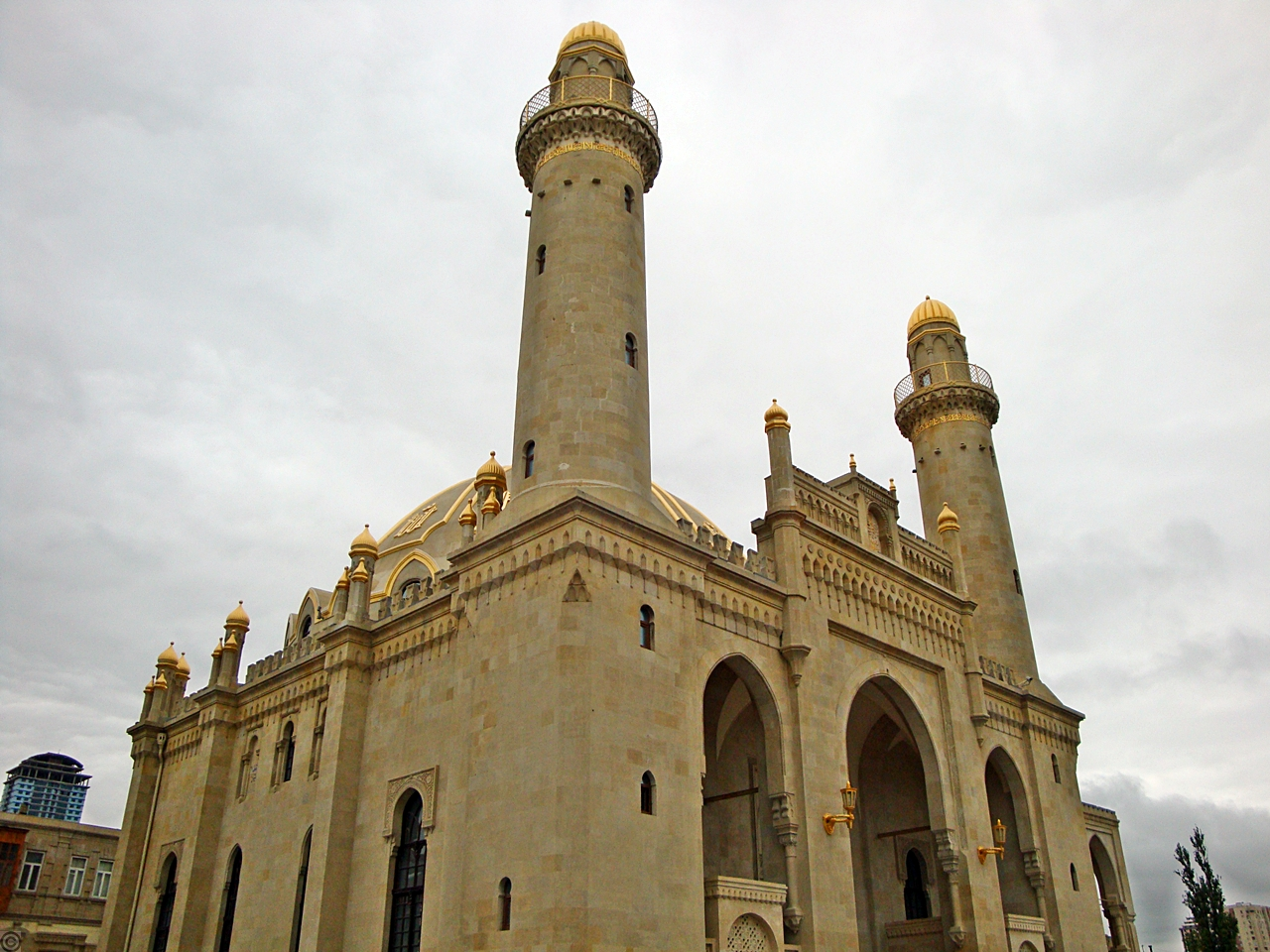
Tezepir-Moschee

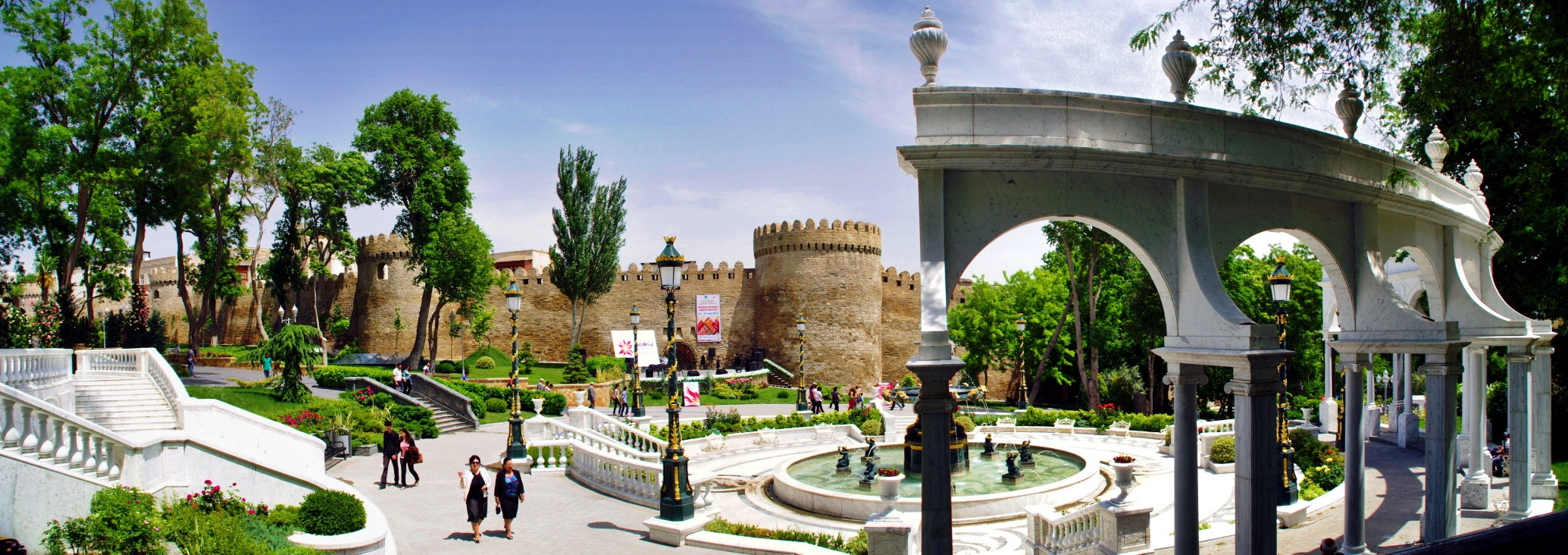
Park in Baku

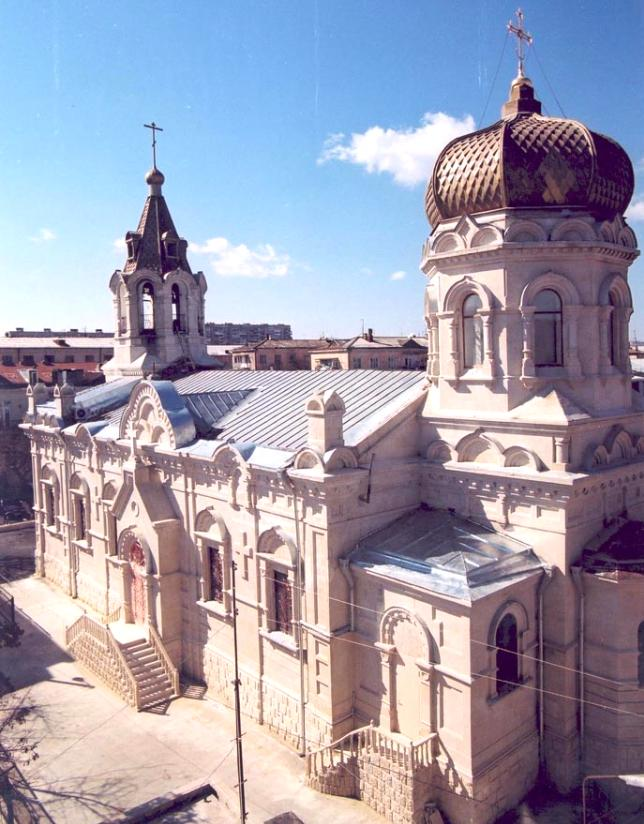
Russisch-orthodoxe Kirche in Baku

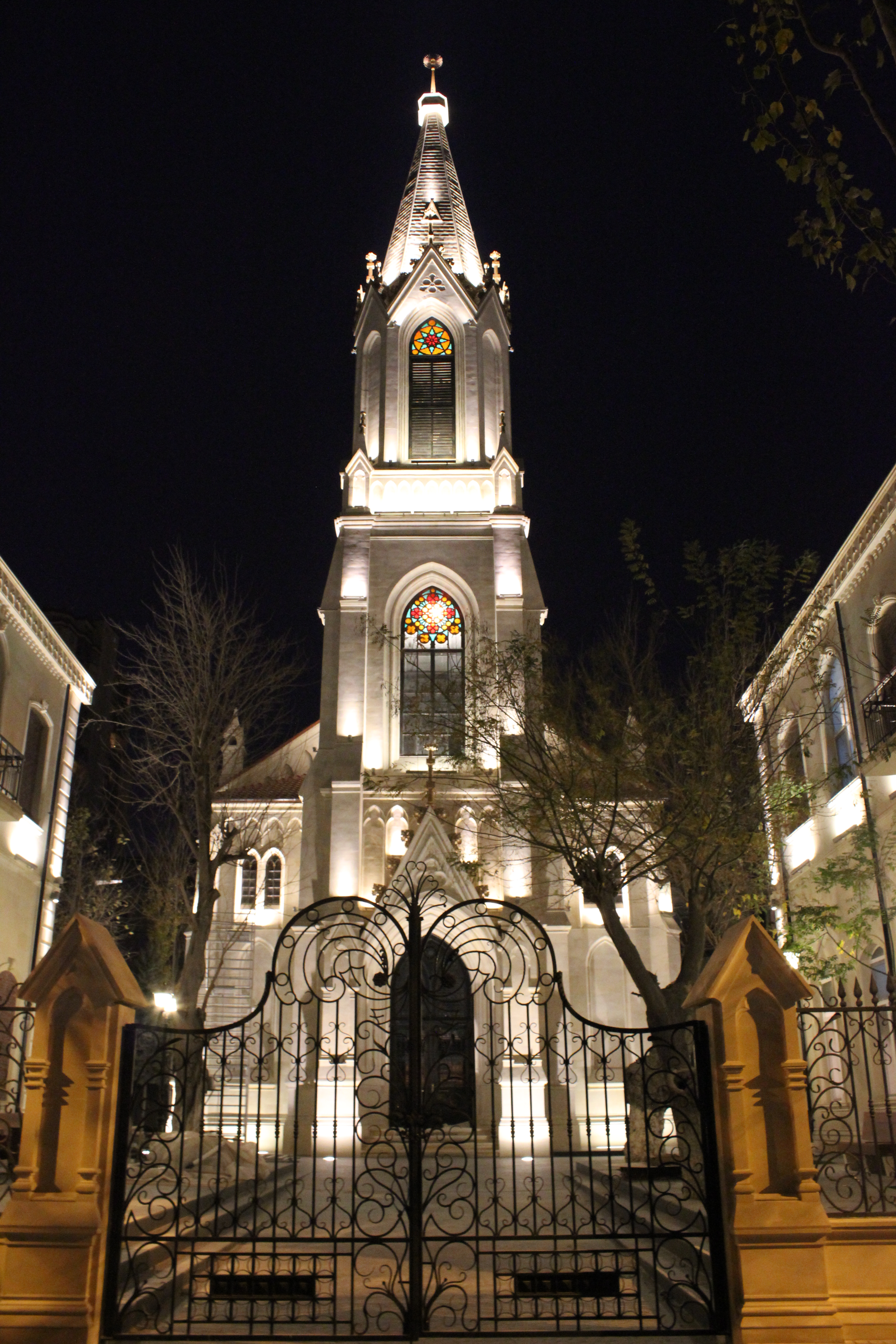
Evangelisch-lutherische Erlöser-Kirche in Baku

Die Altstadt wird von einem Festungsring umgeben, in dem zahlreiche historische Bauwerke erhalten geblieben sind. Ein markantes Bauwerk der Stadtbefestigung ist die Burg Dschebachan aus dem 14. Jahrhundert, die seit dem 20. Jahrhundert freigelegt und erforscht wird. In der südlichen Altstadt liegt der Palast der Schirwanschahs, ein Gebäudeensemble mit Wohnpalast, Mausoleum, dem sogenannten Jungfrauenturm (Qız Qalası), die Schah-Moschee, das Murad-Tor, die Key-Gubad-Moschee, Versammlungshaus und Badehaus. Im Zentrum liegt das Səadət Sarayı.
Zu den zahlreichen islamischen, christlichen und jüdischen Sakralbauten Bakus gehört die Mohammed-Moschee aus dem 11. Jahrhundert, der ehemalige Feuertempel Ateschgah, die Tezepir-Moschee, die russisch-orthodoxe Kathedrale, die Bibi-Heybat-Moschee an der Südgrenze der Stadt oder die 1899 erbaute Erlöserkirche und die Kirche Gregor des Erleuchters aus dem Jahre 1887. Außerhalb der Altstadt wird die Stadtsilhouette von Wohn- und Geschäftshochhäusern wie den Flame Towers und dem 310 m hohen Fernsehturm Azeri dominiert. Parallel zur Meeresküste verläuft der Baku Bulvar, der als Parkanlage ausgestaltet wurde und dessen Ursprünge bis in das 19. Jahrhundert reichen. Ebenfalls hervorzuheben ist die Nizami-Straße, eine bedeutende Einkaufsstraße im Stadtzentrum.
Weltweit einzigartig ist das zu Sowjetzeiten als Symbol der Befreiung vom Feudalismus errichtete Denkmal einer Frau, die ihre traditionelle islamische Verhüllung wegwirft, den Tschador.

### Museen
Das größte Kunstmuseum Aserbaidschans ist das Nationale Kunstmuseum von Aserbaidschan in Baku. Seit seiner Gründung im Jahr 1936 werden über 3000 Exponate in 60 Räumen gezeigt, die sich auf zwei Gebäude verteilen. Schwerpunkte der Sammlung liegen bei aserbaidschanischer, russischer und europäischer Kunst, ferner bei persischen, türkischen, chinesischen und japanischen Künstlern.
Weitere erwähnenswerte Museen sind das Museum für angewandte Kunst, das Museum für moderne Kunst und das Nizami-Museum für aserbaidschanische Literatur sowie das Nationale Teppichmuseum. In der Hügellandschaft südlich der Altstadt liegt der Märtyrerfriedhof. Er ist dem Andenken jener gewidmet, die ihr Leben im Krieg mit Armenien verloren haben, aber auch jener 137 Menschen, die am 19. und 20. Januar 1990 getötet wurden, als sowjetische Panzer die Straßen von Baku einnahmen.
Seit 2019 besteht das Museum für Opfer politischer Unterdrückung.

### Theater, Musik und Nachtleben
Bakus Kleinkunstbühnen, Musik- und Schauspieltheater bieten ein großes Repertoire an internationalen und nationalen Bühnenstücken und Aufführungen. Seit 1910 besteht das Staatliche Puppentheater. Das Aserbaidschanische Staatliche Akademische Theater für Oper und Ballett (Axundov adına Azərbaycan Dövlət Akademik Opera və Balet Teatrı) zeigt Opern, Operetten und Balletts, das Aserbaidschanische Staatliche Akademische Musical- und Komödientheater zeigt Musicals und Komödien. Das renommierte Theaterhaus wurde von dem Architekten Nikolai Bayev entworfen und 1911 eröffnet. Das Aserbaidschanische Staatliche Akademische Russische Dramentheater ist auf russische Dramen spezialisiert.
Die Aserbaidschanische Staatliche Philharmonie (Maqomayev adına Azərbaycan Dövlət Filarmoniyası) ist die wichtigste Konzerthalle Aserbaidschans und gilt wegen ihrer ausgezeichneten Akustik als vorbildlich. Gebaut wurde sie von 1910 bis 1912 als Clubhaus im Stil der italienischen Renaissance, nach 1936 begann der Umbau zu einem Konzerthaus. Heute ist sie die Heimspielstätte von sieben Orchestern und Chören, darunter das Staatliche Aserbaidschanische Sinfonieorchester.
Eine große Veranstaltungshalle ist außerdem das Heydar-Aliyev-Kulturzentrum, in dem regelmäßig Konzerte stattfinden. In dem von der Architektin Zaha Hadid geplanten und 2014 fertiggestellten Gebäude befinden sich ein Museum, ein Vortragssaal, eine riesige Mehrzweckhalle nebst Wandelgängen, Foyers und Büros.
Baku war der Austragungsort für den Eurovision Song Contest 2012, da Aserbaidschan beim Eurovision Song Contest 2011 siegen konnte.
Baku ist für sein pulsierendes Nachtleben bekannt. In einem Ranking des Reiseführers Lonely Planet kam Baku in die Top 10 der weltweit besten Ziele für städtisches Nachtleben. Zahlreiche Clubs, Bars, Restaurants und Cafés konzentrieren sich um den Fontains Square.

## Verkehr

### Flugverkehr
Baku ist mit dem Flughafen Baku ein regionales Drehkreuz des internationalen Luftverkehrs. Der Flughafen ist über eine Schnellstraße mit dem 25 km westlich liegenden Stadtzentrum verbunden. Es ist der Heimatflughafen der Azerbaijan Airlines, außerdem wird er unter anderem von Austrian Airlines, British Airways, Lufthansa und Turkish Airlines bedient.

### Straßenverkehr
Nahezu alle wichtigen Autobahnen und Schnellstraßen in Aserbaidschan führen auf Baku zu und münden in die Izmirstraße im Westen der Stadt: M1 von Westen, M2 von Norden und M3 von Süden.

### Schiffsverkehr
Über das Kaspische Meer fahren Fähren nach Turkmenistan und in den Iran.

### Eisenbahn
Baku ist der zentrale Knotenpunkt im Netz der staatlichen Aserbaidschanischen Eisenbahngesellschaft Azərbaycan Dövlət Dəmir Yolu. Die Hauptstrecken der Eisenbahn Aserbaidschans laufen in Baku zusammen, für den Güterverkehr in den ausgedehnten Hafenanlagen am Kaspischen Meer, für den Personenverkehr im Bahnhof Baku, nördlich der Altstadt. Im Einzelnen sind das:
- Seit 1883 die Bahnstrecke Poti–Baku, die Verbindung zum Schwarzen Meer. Von dieser abzweigend besteht eine Verbindung nach Kars in der Türkei, die Aserbaidschan unter Umgehung Russlands an das europäische Eisenbahnnetz anschließt.

- 1900 erreichte die Wladikawkas-Bahn Baku und stellte damit den Schienenanschluss an das russische Eisenbahnnetz her.[31]
- 1940 wurde die Strecke (Baku–)Osmanlı–Astara in Betrieb genommen. Die Bahnstrecke Qazvin–Astara zur Verbindung mit dem Eisenbahnnetz des Iran befindet sich im Bau.

### ÖPNV
Der öffentliche Personennahverkehr stützt sich auf eine U-Bahn und Stadtbusse. Die Metro Baku ist 1967 eröffnet worden und umfasst ein Betriebsnetz von 27 Stationen auf drei Linien mit einer Gesamtlänge von 40,3 Kilometern. Einige U-Bahnhöfe sind opulent gestaltet, etwa mit Mosaiken. Die Metro Baku beförderte pro Tag etwa 629.000 Passagiere (2019).

## Wirtschaft

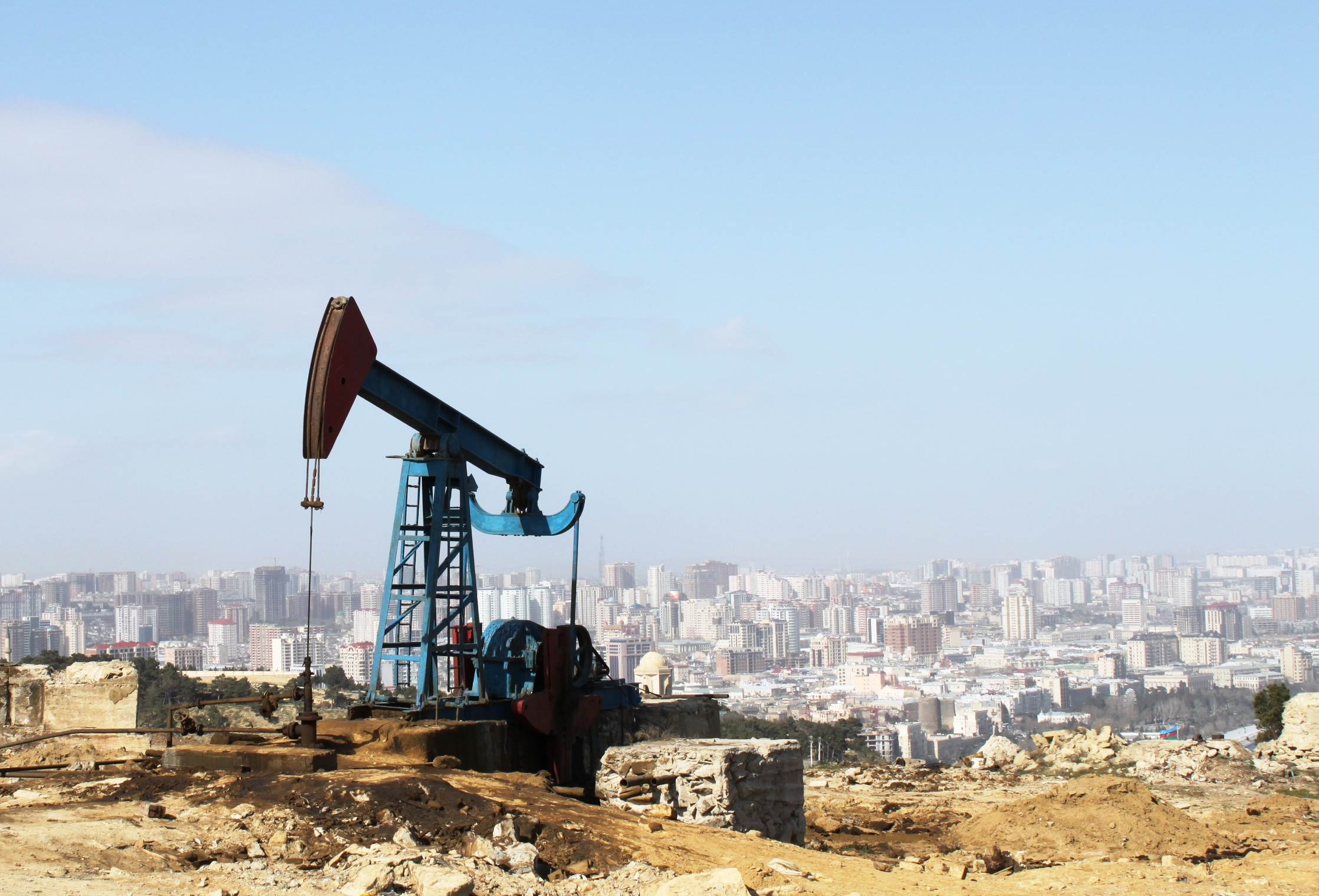
Ölförderung in Baku

Die Grundlage der Wirtschaft von Baku ist das Erdöl. Die lokalen Erdölvorkommen sind seit dem 8. Jahrhundert bekannt. Im 15. Jahrhundert wurde das Öl, das an die Oberfläche trat, für Lampen verwendet. Zwischen 1844 und 1848 fand in Baku die erste mechanische Ölbohrung der Welt statt. Die wirtschaftliche Förderung des Erdöls begann 1872. Zu Beginn des 20. Jahrhunderts waren die Ölfelder von Baku die größten der Welt. Sie erbrachten damals die Hälfte der Welterdölproduktion. Am Ende des 20. Jahrhunderts waren die Ölreserven an Land jedoch erschöpft und die Bohrungen wurden in das Kaspische Meer ausgedehnt. Am 25. Mai 2006 wurde die Baku-Tiflis-Ceyhan-Pipeline in Betrieb genommen, mit 1760 Kilometern Länge die längste und technisch aufwändigste Pipeline der Welt. Nach den Plänen des amerikanischen Kaspischen Pipeline-Konsortiums CPC sollten außerdem zwei weitere Ölpipelines von Baku nach Supsa sowie nach Noworossijsk gebaut werden, um unter anderem das Tengis-Ölfeld im nordwestlichen Kasachstan mit dem russischen Schwarzmeerhafen Noworossijsk zu verbinden.
Baku ist eines der bedeutendsten Zentren für die Produktion von Ausrüstungen für die Ölindustrie. Im Zweiten Weltkrieg ging es bei der Schlacht um Stalingrad und beim Vorstoß der Wehrmacht in den Kaukasus (Unternehmen Edelweiß) unter anderem auch um die Kontrolle über die Ölfelder von Baku.
Baku ist der Sitz von AzerTelecom.
Auch die Börse Baku befindet sich hier.

## Sport
Baku ist das wichtigste sportliche Zentrum Aserbaidschans. Derzeit sechs der zwölf Mannschaften der ersten aserbaidschanischen Fußballliga stammen aus Baku, darunter der FK Baku, der FK Keşlə (bis Oktober 2017 İnter Baku), Səbail FK, FK Ravan Baku, der Exilclub Qarabağ Ağdam und Neftçi Baku PFK. Neftçi Baku ist dabei einer der ältesten und der erfolgreichste Verein des Landes. Mit acht Meistertiteln in der aserbaidschanischen Liga ist Neftçi Baku PFK nicht nur Rekordmeister, sondern verbrachte bereits zur Zeit der Sowjetunion 27 Spielzeiten in der höchsten sowjetischen Liga. Seine Heimspiele trägt er im knapp 30.000 Zuschauer fassenden Tofiq-Bəhramov-Stadion aus.
Darüber hinaus ist Baku ein wichtiges Zentrum für den Ring- und Boxsport. Die Ringer-Weltmeisterschaften 2007, die Ringer-Europameisterschaften 2010 und die Boxweltmeisterschaften 2011 fanden in Baku statt. Seit 2011 wird in Baku auch ein Damen-Tennisturnier, der Baku Cup, ausgetragen.
Im Juli 2014 gab der aserbaidschanische Sportminister Azad Rahimov bekannt, dass ein Vertrag für einen Großen Preis von Europa in Baku für 2016 unterzeichnet wurde. Im Oktober stellte der Streckendesigner Hermann Tilke die Streckenführung für die Formel-1-Rennstrecke rund um die historische Innenstadt vor.
Die ersten Europaspiele wurden vom 12. bis 28. Juni 2015 in Baku ausgetragen. Baku war der einzige Bewerber für die Ausrichtung der Spiele und wurde mit 38 zu 8 Stimmen gewählt. Aserbaidschan war zuvor mit seinen Bewerbungen um die Olympischen Spiele 2016 und 2020 sowie um die Paralympics der jeweiligen Jahre gescheitert.

## Wissenschaft und Bildung
Baku beherbergt zahlreiche Universitäten, Hochschulen, Berufsschulen und Institute. Die Staatliche Universität Baku wurde dabei 1919 als erste Hochschule gegründet. Weitere Hochschulen sind die Technische Universität Baku, die 1920 gegründete Aserbaidschanische Staatliche Ölakademie, die 2011 gegründete Ölhochschule Baku, die Musikhochschule, die Slawische Universität Baku, die private Khazar University, die Medizinische Universität Baku, die Architektur- und Bauuniversität sowie mehrere weitere, öffentliche und private Universitäten und Akademien. Militärische Hochschulen sind die Aserbaidschanische Offiziershochschule – Geidar Alijew und die Aserbaidschanische Offiziershochschule der Seestreitkräfte, die aus der ehemaligen Kaspischen Rotbanner-Offiziershochschule der Seestreitkräfte S. M. Kirow hervorgegangen ist. Baku ist außerdem Sitz der Akademie der Wissenschaften Aserbaidschans, die 1945 gegründet wurde.

## Häfen
Der Hafen von Baku und der Marinestützpunkt der Aserbaidschanischen Seestreitkräfte befinden sich beide in der Bucht von Baku.

## Partnerstädte
Baku listet folgende elf Partnerstädte auf:
| Stadt     | Region/Land             | Typ           |
| --------- | ----------------------- | ------------- |
| Aberdeen  | Vereinigtes Königreich  | Partnerschaft |
| Basra     | Irak                    | Partnerstadt  |
| Bordeaux  | Frankreich              |               |
| Dakar     | Senegal                 | Partnerstadt  |
| Honolulu  | Vereinigte Staaten      |               |
| Houston   | Vereinigte Staaten      | Partnerstadt  |
| Istanbul  | Türkei                  |               |
| Izmir     | Türkei                  | Partnerstadt  |
| Mainz     | Deutschland             | Partnerschaft |
| Neapel    | Italien                 | Partnerstadt  |
| Sarajevo  | Bosnien und Herzegowina | Partnerstadt  |
| Stavanger | Norwegen                | Partnerschaft |
| Täbris    | Iran                    | Partnerstadt  |
| Vũng Tàu  | Vietnam                 | Partnerstadt  |